# MBK Entertainment
MBK Entertainment est une agence sud-coréenne créée en 2006 par Kim Kwang-soo. Le label était autrefois connu sous le nom de Core Contents Media, division de divertissement de CJ E&M Music Performance Division créée après l'acquisition de MAXMP3, Poibos et Mediopia. Le 1er octobre 2014, il a été annoncé que Core Contents Media avait été acquis par MBK Co. Ltd. (anciennement CS ELSOLAR Co. Ltd.) et rebaptisé MBK Entertainment,. MBK est une abréviation de « Music Beyond Korea ».
Ancienne agence des groupes Seeya, Davichi et T-ara. Elle est actuellement l'agence d'artistes K-pop tels que HighBrow, DIA, Shannon et Janey.

## Artistes
Tous les artistes de MBK Entertainment sont désormais gérés par la filiale PocketDol Studio, établie en collaboration avec Interpark.

### Groupes
- DIA
- BAE173
- CLASS:y (sous M25)

### Solistes
- Yebin
- Song Ga-in

## Anciens artistes

### Groupes
- SG Wannabe (2006–2009)
- Supernova (2007–2010)
- SeeYa (2006–2011)
- Black Pearl (2007–2012)
- Coed School (2010–2013)
  - F-ve Dolls (2011–2015)
  - Speed (2012–2015)
- Davichi (2008–2014)
- Gangkiz (2012–2014)
- The SeeYa (2012–2015)
- HighBrow (2015—2016)
- Nutaz (2014—2017)
- T-ara (2009–2018)
  - T-ara N4 (2013)
  - QBS (2013)

### Solistes
- Yangpa (2007–2013)
- Hong Jin-young (2009–2014)
- Koh Na-young (2015)
- Kwang Toh (2014–2015)
- Shannon (2011–2019)[4]

### Sous PocketDol Studio
- UNI.T (2018)
- UNB (2018–2019)
- 1the9 (2019–2020)
- H&D (2020)

## Partenaires

### Labels de distributions

#### Corée du Sud
- CJ E&M Music (2006–2014)
- LOEN Entertainment (T-ara) (depuis 2009)
- KT Music (2013–2014)
- Interpark INT (depuis 2015)

#### Japon
- Universal Music (T-ara, Supernova)
- J-Rock (T-ara) (depuis 2011)
- EMI Music Japan (T-ara) (2011–2013) (a fusionné avec Universal Music)

#### Chine
- Longzhen Culture Development (T-ara) (2014–2015)
- Banana Plan (T-ara) (depuis 2015)

## Filmographie
- Death Bell (2008)
- Death Bell 2: Bloody Camp (2010)
- Sweet Temptation (2015)